# Укрытие (сериал)
«Укрытие» (Убежище; англ. Silo ) — американский научно-фантастический антиутопический драматический телесериал, созданный Грэмом Йостом на основе трилогии романов «Укрытие» («Иллюзия», «Смена», «Пыль») Хью Хауи. Действие сериала разворачивается в антиутопическом будущем, где в гигантском подземном бункере, состоящем из 144 уровней, живёт сообщество людей, строго подчиняющихся уставу, который, по их мнению, призван защитить от внешних угроз.
Ребекка Фергюсон играет роль инженера-механика, расследующую тайны прошлого и настоящего «Укрытия». Во второстепенных ролях снялись Рашида Джонс, Дэвид Ойелоуо, Common, Тим Роббинс, Гарриет Уолтер, Рик Гомес, Эви Нэш и Чиназа Уче.
Работа над экранизацией «Укрытия» в виде художественного фильма началась в 2012 году, однако в конце десятилетия проект был положен на полку. В мае 2021 года Apple TV+ заказал десятисерийный сериал, премьера которого состоялась 5 мая 2023 года. Сериал получил положительные отзывы критиков, в частности, за проработку антиутопического мира, работу художника-постановщика и актёрское мастерство Фергюсон. В июне 2023 года сериал был продлен на второй сезон, премьера которого состоялась 15 ноября 2024 года. В декабре 2024 года сериал был продлен на третий, а также на четвертый сезон, который станет заключительным.

## Синопсис
В антиутопическом будущем 10 000 человек живут в гигантском бункере, уходящем на 144 этажа под землю, и подчиняются Уставу, который, как считается, призван защитить их.

## В ролях

### Главные роли
- Ребекка Фергюсон — Джульетта «Джулс» Николс, инженер механического отдела, занимающаяся обслуживанием генераторов на нижних уровнях бункера.
- Рашида Джонс — Эллисон Беккер (сезон 1), сотрудница ИТ-отдела, жена Холстона. В ходе безуспешных попыток зачать ребёнка ставит под сомнение истинную историю «Укрытия» и его правителей.
- Дэвид Ойелоуо — шериф Холстон Беккер (сезон 1), муж Эллисон.
- Common — Роберт Симс, глава службы безопасности, поддерживающей порядок в «Укрытии».
- Тим Роббинс — Бернард Холланд, глава ИТ-отдела.
- Гарриет Уолтер — Марта Уокер, инженер-электрик, хозяйка мастерской на нижних уровнях бункера и наставница Джульетты.
- Эви Нэш[англ.] — Лукас Кайл, системный аналитик из ИТ-отдела, который интересуется миром за пределами бункера.
- Рик Гомес[англ.] — Патрик Кеннеди, техник и бывший контрабандист «реликвий», предметов из мира до строительства бункера.
- Чиназа Уче[англ.] — Пол Биллингс, новый заместитель шерифа и бывший помощник судьи, страдающий «синдромом» — заболеванием, вызывающим тремор.
- Шэйн Макрей[англ.] — Нокс (сезон 2; второстепенная роль - сезон 1), начальник механического отдела бункера и босс Джульетты.
- Ремми Милнер — Ширли Кэмпбелл (сезон 2; второстепенная роль - сезон 1), инженер и одна из коллег Джульетты.
- Александрия Райли — Камилла Симс (сезон 2; гостевая роль - сезон 1), жена Роберта, мать их сына и бывший рейдер.
- Клэр Перкинс[англ.] — Карла Маклейн (сезон 2; гостевая роль - сезон 1), бывшая жена Уокер и руководитель отдела снабжения.
- Билли Постлетуэйт[англ.] — Хэнк (сезон 2; второстепенная роль - сезон 1), помощник шерифа, работающий на нижних уровнях.
- Стив Зан — Джимми Конрой / Соло (сезон 2), единственный выживший после восстания в бункере 17.

### Второстепенные роли
- Уилл Паттон — Сэмюэль «Сэм» Марнс (сезон 1), заместитель шерифа Холстона, который тесно сотрудничает с мэром Джанс.
- Фердинанд Кингсли[англ.] — Джордж Уилкинс (сезон 1), компьютерный гик , управляющий ремонтной мастерской. Он находит Эллисон, чтобы она помогла раскрыть тайны бункера.
- Чипо Чанг[англ.] — Сэнди, делопроизводитель в офисе шерифа.
- Анджела Йео — Молли Каринс, помощник шерифа, работающая на средних уровнях.
- Мэтт Гомес Хидака — Купер (сезон 1-2), инженер-новичок на нижних уровнях и ученик Джульетты.
- Иэн Глен — доктор Пит Николс, акушер и отец Джульетты, от которого она ушла в подростковом возрасте.
- Кэйтлин Зоз — Кэтлин Биллингс, жена Пола и мать их дочери.
- Таня Муди[англ.] — судья Мэри Медоуз, глава законников, обеспечивающих соблюдение Устава — свода правил, которым должны следовать все жители бункера.
- Кристиан Очоа — Рик Амундсен, высокопоставленный рейдер, лидер группы вооруженных силовиков, работающих на Симса.
- Аки Котабе[англ.] — Диего, наблюдатель, следящий за Укрытием по видеокамерам.

### Приглашённые актёры
- Джеральдин Джеймс — мэр «Укрытия» Рут Джанс (сезон 1).
- Софи Томпсон — Глория Хильдебрандт (сезон 1), эксперт по вопросам деторождения.
- Сиенна Гиллори — Ханна Николс (сезон 1), хирург и покойная мать Джульетты.
- Генри Гаррет — Дуглас «Даг» Трамбулл (сезон 1), сотрудник юридического отдела, кандидат в подручные Симса.
- Амели Чайлд-Вильерс — Джульетта в юности.
- Ида Брук — Ширли в юности.
- Чарли Кумбс — Нокс в молодости.
- Сонита Генри — Реджина Джексон, бывшая торговка реликвиями и любовница Джорджа.
- Уилл Меррик — Дэнни, хакер, который взламывает сеть безопасности ИТ-отдела.

## Список серий
| Сезон | Серии | Серии | Даты показа    | Даты показа     |
| Сезон | Серии | Серии | Первая серия   | Последняя серия |
| ----- | ----- | ----- | -------------- | --------------- |
| 1     | 10    | 10    | 5 мая 2023     | 30 июня 2023    |
| 2     | 10    | 10    | 15 ноября 2024 | 17 января 2025  |

### Сезон 1 (2023)
| № общий | № в сезоне | Название                           | Режиссёр       | Автор сценария                 | Дата премьеры |
| --- | ---------- | ---------------------------------- | -------------- | ------------------------------ | ------------- |
| 1 | 1          | «День Свободы» «Freedom Day»       | Мортен Тильдум | Грэм Йост                      | 5 мая 2023    |
| В огромном подземном бункере под названием «Укрытие» живёт община, не знающая своей истории, поскольку архивные записи на серверах и жёстких дисках компьютеров были стёрты 140 лет назад во время неудавшегося восстания. Шериф Холстон Беккер сообщает помощнику шерифа Сэму Марнсу, что «хочет выйти наружу». За три года до этого Холстон и его жена Эллисон получают одобрение третьей по счёту заявки на деторождение, но зачать ребёнка им так и не удаётся. В это время Эллисон узнаёт от Глории Хильдебрандт, эксперта по рождаемости, что правители «Укрытия» жёстко контролируют демографическую ситуацию, и помогает компьютерщику Джорджу Уилкинсу исследовать зашифрованный жёсткий диск, содержащий записи до восстания. Эллисон рассказывает скептически настроенному Холстону о том, что власть имущие лгут им, и что мёртвый пейзаж внешнего мира на экранах бункера – фальшивка; в качестве доказательства она демонстрирует свой противозачаточный имплантат, который не был удалён врачом. Эллисон заявляет, что «хочет выйти наружу» – произнесение этих слов является нарушением главного закона сообщества. Высказанное желание покинуть бункер безотзывно и непреложно, неизбежным наказанием является исполнение этого желания. Эллисон обещает очистить от грязи внешнюю видеокамеру бункера, если увидит снаружи красивый мир. Она переодевается в защитный костюм и покидает бункер. Его обитатели наблюдают с большого экрана, как Эллисон чистит линзу камеры, а затем поднимается на холм и падает замертво. Два года спустя Холстон расследует смерть Джорджа и знакомится с инженером Джульеттой Николс, которая утверждает, что компьютерщик был убит. |            |                                    |                |                                |               |
| 2 | 2          | «Выбор Холстона» «Holston's Pick»  | Мортен Тильдум | Джессика Блэр и Кэсси Паппас   | 5 мая 2023    |
| Джульетта рассказывает Холстону, что Джордж собирал запрещённые исторические реликвии. Узнав, что Джордж и Эллисон работали вместе, Холстон соглашается провести расследование и обещает подать Джульетте сигнал, если что-нибудь найдёт. Через несколько месяцев Холстон выходит из «Укрытия» и испытывает потрясение, увидев снаружи вместо мёртвой пустоши роскошный пейзаж с пышной растительностью. Обитатели бункера наблюдают, как шериф чистит линзу видеокамеры, снимает шлем, падает на землю и умирает рядом с телом своей жены. Мэр Рут Джанс узнаёт, что Холстон оставил заявление, в котором просил назначить Джульетту его преемником на посту шерифа. Джульетта выясняет, что Джордж искал дверь для выхода наружу, и пытается пройти по его пути в водоёме, оставшемся после строительства бункера. |            |                                    |                |                                |               |
| 3 | 3          | «Машины» «Machines»                | Мортен Тильдум | Ингрид Эскахеда                | 12 мая 2023   |
| Мэр Рут и помощник шерифа Сэм спускаются на 144-й уровень, чтобы встретиться с Джульеттой. По пути Рут заходит к отцу Джульетты, доктору Питу Николсу, и подруге Джульетты, инженеру Марте Уокер, чтобы узнать мнение о характере Джульетты. Несмотря на неодобрение судьи Медоуз, главы юридического отдела, и Бернарда Холланда, главы отдела информационных технологий, Рут предлагает Джульетте роль шерифа. Джульетта сначала отказывается, но передумывает, когда получает от мэра принадлежавшую Холстону звезду шерифа, на обороте которой выцарапано слово «ПРАВДА». Джульетта просит у Рут разрешение отключить главный генератор на ремонт, чего никогда не делалось на памяти живущих в бункере. При отключении генератора на экранах бункера на мгновение появляется зелёный пейзаж снаружи, но, похоже, никто не обращает на это внимание. С риском для жизни команда механиков успешно чинит генератор. Перед выходом на новую работу Джульетта просит Марту изучить видеокамеру, которую она нашла среди «реликвий» Джорджа. Сэм и Рут признаются друг другу в любви, но вскоре Рут падает в обморок у себя в ванной, и у неё начинается кровотечение изо рта. |            |                                    |                |                                |               |
| 4 | 4          | «Правда» «Truth»                   | Дэвид Семел    | Реми Обюшон                    | 19 мая 2023   |
| Рут мертва. Сэм считает, что её отравили, но настоящей мишенью был он, поскольку они пили воду из фляг друг друга. Бернард, временно исполняющий обязанности мэра, приводит Джульетту к присяге в качестве нового шерифа. Джульетта просит Сэма помочь ей расследовать смерть Джорджа в обмен на то, что она поможет ему расследовать смерть Рут. Начальник службы безопасности законников Роберт Симс сообщает Сэму, что судья Медоуз намерена сместить Джульетту с поста шерифа, но Сэм просит позволить Джульетте уволиться по собственному желанию. Неизвестный нападает на Сэма в его квартире. Джульетта знакомится с Лукасом, который проводит ночи в кафетерии. Джульетта находит досье Холстона на Джорджа, но не может найти жёсткий диск Джорджа, конфискованный Холстоном. Во флэшбэке показано, как Джульетта в тринадцать лет уходит из дома после смерти матери Ханны и младшего брата Джейкоба. |            |                                    |                |                                |               |
| 5 | 5          | «Сын уборщика» «The Janitor’s Boy» | Дэвид Семел    | Грэм Йост                      | 26 мая 2023   |
| Сэма находят мёртвым. Пол Биллингс, первоначально выбранный судьёй Мэдоуз на пост шерифа вместо Холстона, назначен главным помощником Джульетты. Сэнди, работающая делопроизводителем в офисе шерифа, говорит Джульетте, что нужно найти убийцу Сэма, пока судья не выбрала козла отпущения. Джульетта обнаруживает, что Даг Трамбулл, который работает на законников, подбросил улики, чтобы подставить жителя бункера Патрика Кеннеди и обвинить его в убийстве Сэма. Роберт рассказывает Дагу, что его отец якобы был уборщиком, но на самом деле у него была секретная работа, которая имела решающее значение для выживания обитателей бункера. Роберт убивает Дага, не дожидаясь его ареста. Дага посмертно обвиняют в убийствах Сэма и Рут. Джульетта узнаёт, что Лукас наблюдает через экран в кафетерии за движением «огней» на ночном небе. Жители бункера не знают, что эти огни являются звёздами. Марта показывает Джульетте, что в обнаруженной видеокамере используется куда более продвинутая технология, чем та, что разрешена в бункере. Джульетта забирает одну из реликвий Джорджа, надеясь возобновить расследование его смерти. |            |                                    |                |                                |               |
| 6 | 6          | «Реликвия» «The Relic»             | Берт и Берти   | Арик Авелино                   | 2 июня 2023   |
| Джульетта организует обыск в квартире Дага, в ходе которого Пол находит реликвию — дозатор конфет. Джульетта использует это как повод для встречи с торговкой артефактами Реджиной Джексон, предыдущей любовницей Джорджа, покупавшей для него реликвии. Роберт выясняет, что дозатор принадлежал Джорджу, и вступает в открытый конфликт с Джульеттой. Бернард соглашается с утверждением Джульетты, что она не подбрасывала реликвию, но приказывает ей прекратить расследование мотивов убийства Рут и Сэма, совершённого Дагом. Их смерти решено объяснить сердечным приступом. Джульетта и Пол ссорятся из-за взаимного недоверия, и она сообщает, что знает о наличии у него синдрома – тремора, по Уставу лишающего его права быть помощником шерифа. Реджина рассказывает Джульетте, что она не информировала законников о накопителе Джорджа, но рассказала об этом «человеку, который знает всё» после того, как он угрожал её близким. Реджина дарит Джульетте реликвию, доставшуюся ей от Джорджа – детский путеводитель, выпущенный ещё до строительства бункера. Пока Джульетта листает книгу в своей квартире, за ней по мониторам следит группа наблюдателей, установивших по всему бункеру множество видеокамер. |            |                                    |                |                                |               |
| 7 | 7          | «Хранители» «The Flame Keepers»    | Берт и Берти   | Джессика Блэр                  | 9 июня 2023   |
| Роберт, входящий в состав группы наблюдателей, по видеокамерам отслеживает перемещения Джульетты по бункеру. Джульетта находит в медблоке Глорию, которую по приказу Медоуз накачивают психотропными веществами. Джульетта готова уйти с поста шерифа в обмен на разрешение поговорить с Глорией, но Медоуз утверждает, что не может отменить свой приказ. Пол конфликтует с Джульеттой, которая пренебрегает обязанностями шерифа и не отвечает на вызовы по рации во время массового побоища на одном из уровней. Она рассказывает Полу о тайном расследовании убийства Джорджа, и он соглашается прикрывать её. Лукас пытается поцеловать Джульетту в кафетерии, но она отталкивает его. Бернард говорит Джульетте, что Медоуз ополчится на них, и призывает её найти способ контролировать Медоуз. С помощью отца Джульетте удаётся расспросить Глорию, и она узнаёт, что та является Хранителем пламени – участницей тайной группы, занимающейся сохранением памяти о прошлом, члены которой систематически подвергаются преследованиям и уничтожению. Мать Джульетты подружилась с Хранителями, но отец Джульетты подчинился приказу не допускать рождения детей у них. Джульетта догадывается, что за настенными зеркалами в бункере установлены скрытые видеокамеры. Она извлекает накопитель Джорджа из вентиляционной шахты в палате Глории, где его спрятал Холстон. Спецназ законников врывается в палату Глории, чтобы арестовать Джульетту, но не находит её. |            |                                    |                |                                |               |
| 8 | 8          | «Ханна» «Hanna»                    | Адам Бернштейн | Джеффри Ванг и Ингрид Эскайеда | 16 июня 2023  |
| Законники обыскивают офис шерифа в поисках жёсткого диска, но не находят его. Джульетта в отместку использует детальное знание Полом Устава для ареста Роберта. Пока Роберт находится под стражей, Джульетта обыскивает его кабинет и находит досье на её мать Ханну, Марту Уокер и Ширли Кэмпбелл. Досье Ханны содержит информацию о том, что она собрала нелегальную многолинзовую лупу, о чём законники узнали благодаря камерам наблюдения. Ханна и Джульетта ошибочно полагали, что о лупе законникам донёс Пит. Джульетта мирится с отцом, и он говорит ей, что неадекватное поведение и самоубийство Ханны были реакцией на смерть Джейкоба, которую, по мнению Ханны, можно было предотвратить благодаря лупе. Джульетта не может получить доступ к содержимому жёсткого диска – Лукас боится помочь, а блок-посты законников не позволяют ей спуститься к Марте. Бернард находит Джульетту, и оказывается, что именно он управляет бункером и виновен в гибели Рут и Сэма. Бернард и Роберт арестовывают Джульетту, забирают жёсткий диск и лжесвидетельствуют, что Джульетта попросила «выйти наружу». По дороге наверх Джульетта отнимает у Роберта рюкзак с накопителем и прыгает вниз с центральной лестницы бункера. |            |                                    |                |                                |               |
| 9 | 9          | «Побег» «The Getaway»              | Адам Бернштейн | Лекетия Далько                 | 23 июня 2023  |
| Джульетта скрывается и избегает попадания на видеокамеры законников. Пол проводит обыск в жилом отсеке Джульетты и находит в тайнике детский путеводитель. Одну страницу он оставляет себе, а остальные сжигает. Джульетта проникает в квартиру Роберта и подключает к его компьютеру жёсткий диск, на котором находит видеообращение, записанное для неё Джорджем. Бернард арестовывает Лукаса и узнаёт серийный номер жёсткого диска, по которому он вычисляет местонахождение Джульетты. Роберт и его рейдеры врываются в квартиру, но жена Роберта позволила Джульетте сбежать. Чтобы получить доступ к жёсткому диску, Джульетта обращается за помощью к Патрику и хакеру Дэнни. Она до конца просматривает видеозапись Джорджа, в которой он говорит, что любит её и что она должна найти дверь под бункером. По совету Джорджа Джульетта, Патрик и Дэнни смотрят видеозапись с прошлой очистки: снаружи виден пышный зелёный пейзаж со стаей летящих птиц. |            |                                    |                |                                |               |
| 10 | 10         | «Снаружи» «Outside»                | Адам Бернштейн | Фред Голан                     | 30 июня 2023  |
| Джульетта заставляет Дэнни показать зелёный пейзаж снаружи на всех мониторах, но Бернард оперативно прерывает трансляцию. Роберт допрашивает Пола о состоянии его здоровья, и дома Пол говорит жене, что законники сделают для него исключение, чтобы он мог стать шерифом. Джульетта сбегает в механический отдел, где перед арестом разговаривает с Мартой. Бернард предлагает Джульетте сделку: если она добровольно выйдет наружу, он расскажет, что случилось с Джорджем, и гарантирует, что механический отдел не будет наказан. Бернард показывает Джульетте видеозапись ареста Джорджа, который спрыгнул с лестницы для избежания допроса. Бернард уничтожает жёсткий диск, но затем рассматривает пластину винчестера после того, как Джульетта упоминает о двери под бункером. Бернард приговаривает Лукаса к 10 годам работы в шахтах. Джульетта выходит наружу, и на дисплее её шлема появляется такая же картинка пышного пейзажа, как и во время предыдущей очистки. Она понимает, что это всего лишь видеопроекция, и обнаруживает, что на самом деле бункер находится в пустынной местности. Поскольку Марта позаботилась о том, чтобы изолента на скафандре Джульетты была хорошего качества, Джульетта, в отличие от предыдущих чистильщиков, не умирает, а выходит из кратера, в котором находится видеокамера бункера, и пропадает из поля зрения его обитателей. Кратер окружён десятками таких же кратеров, в каждом из которых есть сооружение, похожее на вход в бункер, а вдали виднеется силуэт разрушенного мегаполиса. |            |                                    |                |                                |               |

### Сезон 2 (2024—2025)
| № общий | № в сезоне | Название                           | Режиссёр       | Автор сценария        | Дата премьеры   |
| --- | ---------- | ---------------------------------- | -------------- | --------------------- | --------------- |
| 11 | 1          | «Инженер» «The Engineer»           | Майкл Диннер   | Грэм Йост             | 15 ноября 2024  |
| Во флэшбэке показаны восстание в Бункере-17 и побег его жителей во внешний мир. В настоящем времени Джульетта проникает в Бункер-17, снаружи усеянный трупами обитателей, покинувших его после восстания. Джульетта исследует верхние уровни бункера и обнаруживает, что он полностью заброшен, а нижние уровни затоплены. Мост, ведущий в отдел информационных технологий, разрушен, и Джульетта строит импровизированную переправу, которая рушится после того, как Джульетта перебирается через неё. Во флэшбэке юная Джульетта начинает новую жизнь в Механическом, помогая сортировать мусор с верхних уровней, и дружит с Ширли. С трудом освоившись на новом месте, она удивляет других работников, починив сломанную игрушку, и начинает работать под началом Уокер. В настоящем Джульетта продолжает осмотр бункера и, следуя за звуками музыки, приходит к запертой двери хранилища в отделе информационных технологий. После того, как Джульетте не удаётся открыть дверь, мужчина по ту сторону предупреждает её, что если она повторит попытку, то он убьет её. |            |                                    |                |                       |                 |
| 12 | 2          | «Приказ» «Order»                   | Майкл Диннер   | Фред Голан            | 22 ноября 2024  |
| Бернард из хранилища наблюдает через камеру костюма Джульетты, как она приближается к Бункеру-17, и картинка пропадает. Поскольку Джульетта не стала чистить линзу внешней видеокамеры, Бернард понимает, что её неповиновение может привести к революции. Он отдаёт заместителей шерифа под командование Симса и вводит комендантский час для контроля за обитателями Бункера, которые задаются вопросом, как Джульетте удалось выжить. Бернард готовится произнести речь и пытается убедить судью Медоуз поддержать его; он также сажает Уокер и её бывшую жену Карлу за решётку за контрабанду изоленты, с помощью которой была обеспечена герметичность скафандра Джульетты. Ширли продолжает вести себя вызывающе и будоражит людей на нижних уровнях, требуя ответов, а Нокс пытается убедить её успокоиться, желая избежать революции и защитить своих людей. Бернард произносит речь в Бункере и заявляет, что ИТ-отдел выпустил новую изоленту, позволившую Джульетте прожить дольше, но настаивает на том, что сейчас она мертва, и Медоуз поддерживает его. Хотя большинство жителей бункера, кажется, устраивает данное объяснение, Ширли не верит в сказанное и организует тайное собрание вне комендантского часа. После того, как Бернард благодарит Медоуз за помощь, она требует дать ей изоленту и костюм, сообщив, что хочет выйти наружу.                                                                             |            |                                    |                |                       |                 |
| 13 | 3          | «Соло» «Solo»                      | Арик Авелино   | Кэсси Паппас          | 27 ноября 2024  |
| В Бункере-17 Джульетта узнаёт от человека в хранилище, «Соло», что существуют десятки бункеров и что её действия могут спровоцировать революцию в её бункере. Соло даёт Джульетте еду и предлагает ей воспользоваться костюмом пожарного для возвращения в свой бункер, но обмундирование находится на затопленных уровнях. Джульетта просит Соло помочь ей добраться до затопленной зоны; он сначала отказывается, но передумывает и выходит из хранилища. В Бункере-18 рабочий Тедди арестован за написание граффити «Джульетта жива». Симс предлагает заключённому Патрику наркотик, который поможет ему забыть его умершую жену, в обмен на услугу и вербует отставных силовиков, чтобы отправить их в Механический. Ширли возглавляет протестующих, требующих освобождения Тедди, но Патрик бросает в помощников шерифа зажигательную бомбу, и в возникшем хаосе убивают инженера-практиканта Купера. Отец Джульетты Пит знакомится с женщиной, которая надеется выиграть в лотерею, что позволит ей завести ребёнка, и вопреки приказу не удалять противозачаточную капсулу всё равно проводит процедуру. Биллингс опрашивает всех, кто присутствовал при аресте Джульетты, и приносит свой отчёт Медоуз, заявляя, что Джульетта никогда не просила выйти наружу. |            |                                    |                |                       |                 |
| 14 | 4          | «Фисгармония» «The Harmonium»      | Арик Авелино   | Сэл Каллерос          | 6 декабря 2024  |
| С помощью Соло Джульетта сооружает воздушный насос, который поможет ей пройти через затопленные уровни, и собирает костюм пожарного. Соло рассказывает Джульетте о внешнем мире, который был раньше, и борется с беспокойством по поводу выхода из хранилища. Нокс делится с Ширли своей уверенностью в том, что в их бункере уже не раз происходили восстания, в которых обвиняли Механиков из-за их способности отключать электропитание. Он также просит поговорить с судьёй Медоуз, которая соглашается на встречу. Симс начинает подозревать Бернарда в связях с Медоуз и создаёт движение, требующее её импичмента. Медоуз разрешает Лукасу опротестовать свой приговор и после их разговора сокращает его до пяти лет. Биллингс расследует беспорядки в Механическом и узнаёт, что тело зачинщика исчезло, а на тело Купера претендует Джуди. Бернард отравляет Медоуз, и перед смертью она рассказывает ему, что на жёстком диске, который украла Джульетта, находится закодированное письмо от Сальвадора Куинна, который был главой отдела информационных технологий во время восстания 140 лет назад. Нокс, Ширли, Марта и Карла прибывают в Судебный отдел, где Бернард оставил тело Медоуз, чтобы подставить Нокса и Ширли в её убийстве. Симс подстрекает толпу и отправляет её за ними. |            |                                    |                |                       |                 |
| 15 | 5          | «Спуск» «Descent»                  | Эмбер Темплмор | Дженни ДеАрмитт-Стран | 13 декабря 2024 |
| Соло просит Джульетту починить водяной насос, потому что уровень воды поднимается и через десять месяцев достигнет IT-отдела, но Джульетта настаивает на том, что ей нужно немедленно вернуться в свой бункер. Она подозревает, что Соло лжёт о своей личности, и он гневно реагирует на её расспросы. Джульетта находит пригодный для использования шлем скафандра, но падает в обморок от полученных ранее травм. Бернард знает, что Симс организовал движение против Медоуз, и отказывает ему в роли тени Бернарда, но назначает его судьёй вместо Медоуз, что расстраивает Симса. Жена Симса Камилла помогает Ноксу и Ширли временно скрыться от преследования. Рик Амундсен, новый глава Судебной палаты, арестовывает Карлу, но Ноксу, Ширли и Уокер удаётся обойти блокаду и перебраться на нижние уровни. Бернард поручает Лукасу починить жёсткий диск Джульетты, обнаружив скрытые связи Укрытия с внешним миром и зашифрованное письмо Сальвадора Куинна своей жене. Биллингс и помощник Хэнк разыскивают Патрика, который предлагает рассказать Биллингсу правду о бункере, которую он узнал. |            |                                    |                |                       |                 |
| 16 | 6          | «Баррикады» «Barricades»           | Майкл Диннер   | Джеффри Ванг          | 20 декабря 2024 |
| Напряжение нарастает: Бернард блокирует поставки продовольствия на нижние уровни, а у Нокса обнаруживаются запасы оружие. По просьбе Биллингса Пит спускается на нижние уровни для лечения Патрика. Патрик рассказывает Биллингсу, как он помог Джульетте с жёстким диском и согласился на сделку с Симсом, выступил в роли агента-провокатора во время протестов в Механическом. Бернард расспрашивает Камиллу о её действиях по защите Нокса и Ширли, но она не делится с ним информацией. Нокс и Ширли возглавляют групповую атаку на баррикады и передвигают её на десять этажей выше, захватив важную ферму на уровне 122. Биллингс расспрашивает Уокера, Нокса и Ширли о смерти Медоуз. Когда Биллингс сообщает Бернарду по рации,, что хочет начать официальное расследование причин смерти Медоуза, Бернард отключает радиосвязь. Лукас работает над расшифровкой письма Куинна, и сложность шифра побуждает Бернарда сделать Лукаса своим помощником и обеспечить ему доступ к Наследию. В Бункере-17 Джульетта просыпается после лечения у Соло, который спрятал её скафандр, желая заставить её починить насос перед уходом. |            |                                    |                |                       |                 |
| 17 | 7          | «Погружение» «The Dive»            | Майкл Диннер   | Кэтрин ДиСавино       | 27 декабря 2024 |
| Бернард знакомит Лукаса с «Наследием» – передовым компьютером убежища, хранящим все секретные знания и записи, однако происхождение «Укрытия», построенного 352 года назад, остаётсяя неизвестным. Используя «Наследие» в своих исследованиях, Лукас подозревает, что в письме использован книжный шифр. Механики отправляет бумажные листовки на верхние уровни, призывая граждан спросить, что ИТ-отдел скрывает от них, а затем отключают электричество в бункере, показывая, что у ИТ есть свой собственный независимый источник энергии. Бернард ссорится с Симсом, который всё ещё злится из-за того, что его отстранили от дел. Симс спрашивает Камиллу о её действиях, она объясняет, что хочет сыграть за обе стороны ради их безопасности, и обещает больше ничего не скрывать от мужа. Биллингс и Хэнк следят за стукачами, которые пытаются посеять раздор в Механическом. Уокер беспокоится о Карле и ненадолго включает одну из камер ИТ-отдела, чтобы отправить сообщение наверх для Бернарда. В Бункере-17 Джульетта совершает глубоководное погружение, чтобы починить водяной насос для Соло, и чуть не тонет, когда ей перекрывают доступ к кислороду. Всплыв на поверхность, Джульетта обнаруживает следы борьбы и подозревает, что в бункере есть кто-то ещё. |            |                                    |                |                       |                 |
| 18 | 8          | «Книга Квинна» «The Book of Quinn» | Эмбер Темплмор | Реми Абюшен           | 3 января 2025   |
| У Джульетты развивается кессонная болезнь, и она вынуждена снова нырнуть, чтобы прийти в себя. После всплытия она сталкивается с человеком, который стреляет в неё из лука и говорит, что убьёт её так же, как убил Соло. Джульетта ищет нападавшего и находит трёх молодых людей. В Бункере-18 Лукас разыскивает потомков Квинна и узнаёт, что много лет назад они отдали будущей судье Медоуз экземпляр Устава, принадлежавший Квинну. Бернард рассказывает Лукасу, что 140 лет назад Квинн уничтожил записи Укрытия и подмешал в воду наркотик, чтобы заставить жителей забыть свою историю и тем самым предотвратить восстания, которые до этого происходили каждые 20 лет. Используя Устав Квинна, Лукас начинает расшифровывать письмо. Симс с помощью Камиллы узнаёт, что Лукас ведёт расследование по поручению Бернарда. Марта Уокер встречается с Бернардом и соглашается стать его информатором ради спасения Карлы. В результате группа механиков, проникших на склад, арестована рейдерами. Жена Биллингса Кэтлин узнаёт, что он сохранил страницу иллюстрированной книги «из прежних времен», и требует показать её. |            |                                    |                |                       |                 |
| 19 | 9          | «Защитник» «The Safeguard»         | Эмбер Темплмор | Джессика Блэр         | 10 января 2025  |
| Джульетта сталкивается с Одри, лидером пяти молодых выживших, которая требует, чтобы Джульетта открыла для них хранилище, чтобы они могли получить доступ к еде. Соло жив, но Одри хочет убить его за смерть их родителей и Укрытия. Джульетта понимает, что Соло был ребёнком во время восстания, и Соло признается, что убил родителей группы из самозащиты, когда они проникли в хранилище. По настоянию Джульетты Соло и группа заключают мир, и Соло впускает всех в хранилище. В Укрытии 18 Лукас узнает, что существует ещё 50 Укрытий, и, следуя письму Квина, отправляется на нижние уровни. Лукас находит туннель под Укрытием, где за дверью компьютер предупреждает его, чтобы он никому не рассказывал о том, что видел, иначе они запустят «защиту». Биллингс встречается с Симсом, чтобы отдать ему страницу фотоальбома, что заставляет Камиллу и Симса задуматься о присоединении к восстанию. Патрик рассказывает Кэтлин о своих подозрениях, что картинка на мониторах Укрытия - ложь. Бернард обвиняет в действиях повстанцев Биллингса, но не все помощники высшего уровня верят ему. Нокс сталкивается с Уокер и рассказывает ей о плане использования оставшегося пороха. |            |                                    |                |                       |                 |
| 20 | 10         | «В огне» «Into the fire»           | Эмбер Темплмор | Арик Авелино          | 17 января 2025  |
| Уокер работает с Ноксом и другими повстанцами, чтобы использовать камеру Бернарда для отправки ему дезинформации. Они обманом заставляют Бернарда отправить рейдеров вниз и перевести всех повстанцев наверх, после чего Пит жертвует собой, чтобы взорвать лестницу между ними. Помощники шерифа "наверху" встают на сторону повстанцев после получения сообщения Биллингса через Симса. Патрик собирает горожан в толпу, которая требует ответов от Бернарда. Лукас рассказывает Бернарду о том, что узнал, и увольняется, что заставляет подавленного Бернарда сделать Симса своей новой IT-тенью, передав ключ от хранилища и пароль. Симс и его семья входят в хранилище, но в Завещании говорится, что остаться может только Камилла. В Укрытие 17 Соло рассказывает Джульетте о предохранителе, трубе, по которой может закачиваться достаточно яда, чтобы убить всех, и о том, как это можно остановить. Джульетта надевает костюм пожарного и возвращается в Укрытие 18, который видят внутри и отмечают, но она показывает сообщение, предупреждающее их не покидать его. Джульетта входит, когда Бернард уходит, и они оказываются запертыми в мусоросжигательной печи, когда она разгорается. В очевидном воспоминании о событиях в Вашингтоне, округ Колумбия, женщина по имени Хелен расспрашивает нового конгрессмена о возможности ответных мер США против Ирана за предполагаемый взрыв грязной бомбы на территории США. |            |                                    |                |                       |                 |

## Производство
Впервые о том, что проект находится в разработке в качестве художественного фильма, было объявлено студией 20th Century Studios, которая вступила в переговоры о приобретении самоизданной электронной книги «Иллюзия» Хью Хауи 11 мая 2012 года. Пять дней спустя было подтверждено, что 20th Century Studios приобрела права на роман, а Ридли Скотт и Стивен Заиллян стали продюсерами фильма. 28 ноября 2012 года было объявлено, что Джей Блейксон ведет переговоры о написании сценария и постановке фильма. Позже, 5 июня 2015 года, было объявлено, что Николь Перлман нанята для переписывания сценария, а Блейксон больше не участвует в проекте. В итоге фильм был отложен в связи с приобретением компанией Disney компании 21st Century Fox.
30 июля 2018 года было объявлено, что новая версия проекта находится в разработке для телевидения на AMC, а ЛаТойя Морган будет писать адаптацию в рамках её общего договора с AMC Studios. В конечном итоге сериал перешёл на Apple TV+ 20 мая 2021 года, и проект получил заказ на полноценный сезон из 10 эпизодов. Грэм Йост был назначен на место Морган в качестве создателя и сценариста, что станет его третьей совместной работой с Apple TV+ в рамках общего договора с сетью. Мортен Тилдум также был назначен режиссёром и исполнительным продюсером сериала, а Йост будет выступать в качестве шоураннера.
Одновременно с объявлением о заказе сериала было также объявлено, что Ребекка Фергюсон получила главную роль. В августе 2021 года к актёрскому составу присоединился Тим Роббинс. Рашида Джонс, Дэвид Ойелоуо, Common, Гарриет Уолтер, Ави Нэш и Чиназа Уче присоединились к актёрскому составу в последующие месяцы.
Съёмки начались в конце августа 2021 года в Ходдесдоне, Хартфордшир, и длились до весны 2022 года.
Съёмки второго сезона начались в конце июня 2023 года на студии Hoddesdon Studios с использованием тех же съёмочных площадок, что и в первом сезоне. Съёмки были официально приостановлены в июле из-за забастовки SAG-AFTRA в 2023 году, возобновились в начале декабря 2023 года, и завершились 8 марта 2024 года.

## Восприятие
На сайте Rotten Tomatoes фильм имеет рейтинг 88 % основанный на 66 отзывах, со средней оценкой 7.5/10. На Metacritic средневзвешенная оценка составляет 75 из 100 на основе 20 рецензий, что указывает на «в целом благоприятные отзывы».

### Комментарии
1. ↑  На русском языке серия романов издана под названием «Бункер»